# Mieczysław Dworczyk

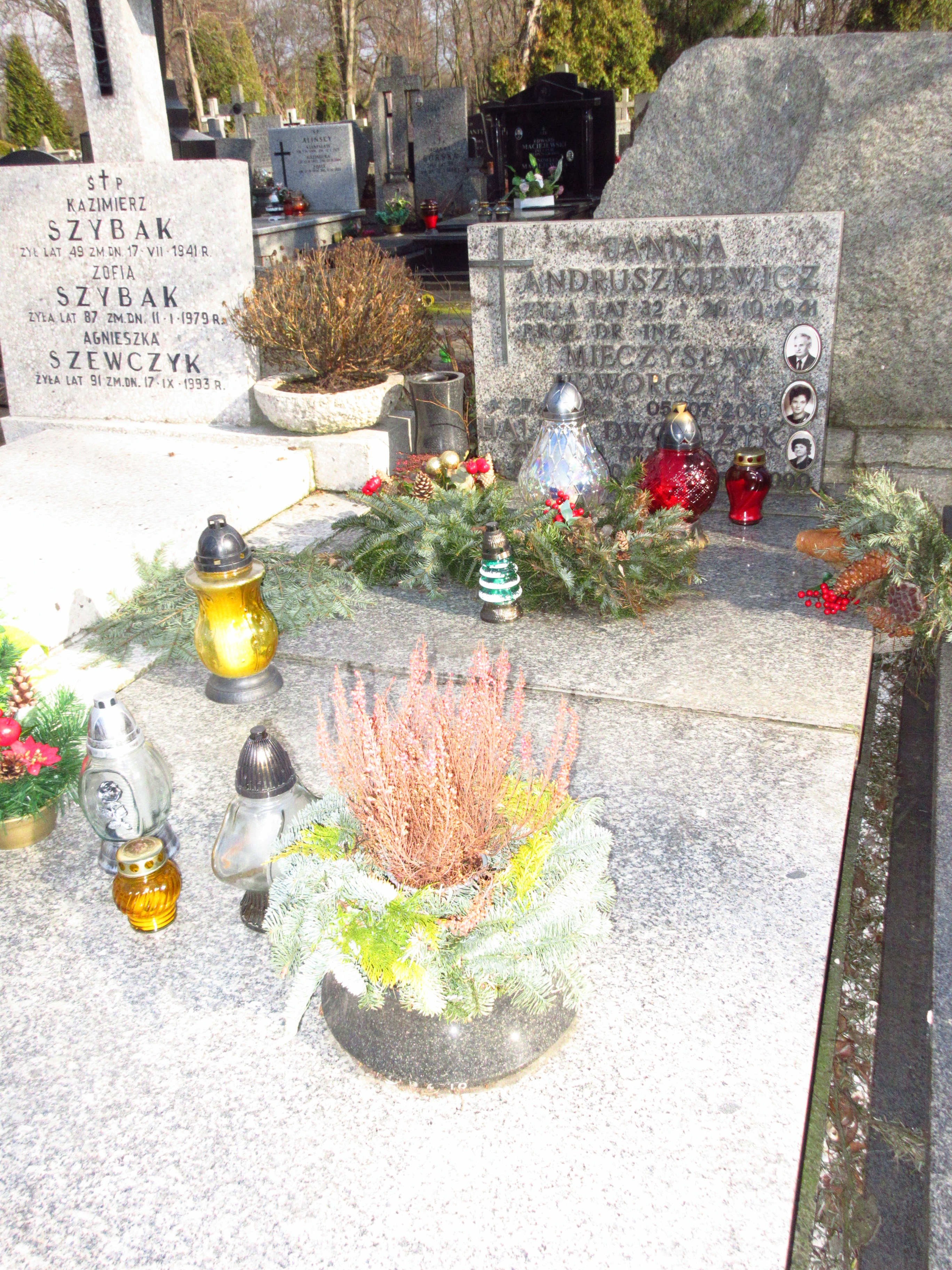
Grób profesora Mieczysława Dworczyka na Cmentarzu Bródnowskim.

Mieczysław Dworczyk (ur. 27 stycznia 1923 w Warszawie, zm. 5 lipca 2010 tamże) – polski inżynier, prof. dr. inż. Politechniki Warszawskiej o specjalności organizacja i zarządzanie pracami inżynierskimi.

## Życiorys
Syn Mariana Dworczyka, lekarza, dyrektora uzdrowiska w Busku-Zdroju i Haliny z Hofmanów, brat Wojciecha, literata i podróżnika i Jana, chemika. Podczas II wojny światowej należał do Szarych Szeregów i studiował na tajnych kompletach organizowanych przez wykładowców Politechniki Warszawskiej, naukę kontynuował po zakończeniu wojny na Politechnice Śląskiej w Gliwice. Po studiach otrzymał stypendium i wyjechał do Stanów Zjednoczonych, gdzie odbył staż z zakresu inżynierii miejskiej w Massachusetts Institute of Technology. Po powrocie był zawodowo związany z Departamentem Techniki Państwowej Komisji Planowania Gospodarczego. Od 1955 odbywał studia aspiranckie w Moskiewskim Instytucie Inżynieryjno-Ekonomicznym, gdzie w 1959 uzyskał stopień kandydata nauk technicznych.
Po powrocie do kraju pracował w  Instytucie Przemysłu Maszynowego „ ORGMASZ”, równocześnie był pracownikiem Wydziału Mechanicznego Technologicznego Politechniki Warszawskiej. W 1963 poświęcił się całkowicie pracy na uczelni, wykładał na Wydziale Mechanicznym Technologicznym Politechniki Warszawskiej. W 1968 otrzymał roczne stypendium doktoranckie z Fundacji Forda i przebywał w Stanach Zjednoczonych, gdzie odbywał staże w tamtejszych uczelniach technicznych. W latach 1978–1981 zajmował stanowisko prodziekana Wydziału Mechanicznego Technologicznego Politechniki Warszawskiej. Pracował również w Katedrze Zarządzania Produkcją, Jakością i Logistyką w Wyższej Szkole Menedżerskiej w Warszawie oraz w Prywatnej Wyższej Szkole Nauk Społecznych, Komputerowych i Medycznych w Warszawie. Mieczysław Dworczyk był członkiem Komitetu Nauk Organizacji i Zarządzania PAN, Sekcji Zarządzania Przemysłem SIMP i Towarzystwa Naukowego Organizacji i Kierownictwa oraz NOT.
Za swoją działalność naukową i dydaktyczną był wielokrotnie uhonorowany odznaczeniami państwowymi i resortowymi, m.in.
- Krzyżem Kawalerskim Orderu Odrodzenia Polski
- Krzyżem Oficerskim Orderu Odrodzenia Polski,
- Medalem Komisji Edukacji Narodowej.
- Złotą odznaką zasłużonego pracownika Politechniki Warszawskiej
- Złotą odznaką za zasługi dla Wyższej Szkoły Menedżerskiej w Warszawie,
- Srebrną i Złotą Odznaką Honorową SIMP i NOT.

Zmarł 5 lipca 2010. Został pochowany na cmentarzu Bródnowskim w Warszawie (kw. 79B-2-18).